# Funisciurus
Funisciurus là một chi động vật có vú trong họ Sóc, bộ Gặm nhấm. Chi này được Trouessart miêu tả năm 1880. Loài điển hình của chi này là Funisciurus isabella Gray, 1862. Các loài này chỉ được tìm thấy ở tây và trung châu Phi.

## Các loài
Chi này gồm có 9 loài.
- Funisciurus anerythrus
- Funisciurus bayonii
- Funisciurus carruthersi
- Funisciurus congicus
- Funisciurus isabella
- Funisciurus lemniscatus
- Funisciurus leucogenys
- Funisciurus pyrropus
- Funisciurus substriatus